# A Running Man küldetéseinek listája (2010)
A Running Man dél-koreai játékműsor küldetéseinek listája 2010-ben, az 1–23. epizódokban.

## Küldetések

### Versenyküldetések

A Running Man visszatérő játéka, hogy ha egy versenyző (tépőzárral rögzített) névtábláját az ellenfél letépi, akkor az adott versenyző kiesik.

A Versenyküldetések a Running Man alapját képező játékok, melyeknek lényege, hogy az ellenfél előtt kell teljesíteni a feladatot, vagy pedig üldözni és elkapni kell a másik felet.
- Versenyküldetés (레이스 미션 Reiszu misjon (Reiseu misyeon)) [1–6. epizód]:
  - 1. epizód: titkos kódokat tartalmazó kapszulák megtalálása. Csak a kódok ismeretében lehet kijutni az épületből.[1]
  - 2–5. epizód: arany malacperselyek megtalálása, melyekben változó mennyiségű illetve értékű pénzérmék vannak. Az a csapat győz, amelyik több pénzt gyűjt össze.
  - 6. epizód: Futó labdák gyűjtése, melyeket lottógépbe helyeznek a verseny végén, és amelyik csapat színét képviselő labdát dobja ki először, az a csapat győz.
- Csengettyűs bújócska (방울 숨바꼭질 Pangul szumbakkokcsil (Bangul sumbakkokjil)) [7–25., 76., 84., 85., 104., 115., 169., 171., 172. epizódok]: a Versenyküldetés rövidített változata. Az Üldöző csapat csengettyűket visel és el kell kapnia a Küldetés csapatot, akiknek a helyszínen elrejtett tárgyakat kell megtalálniuk. Ha valakit elkapnak, a tépőzáras névtáblájuk letépésével lehet kiejteni a játékból.[2]
  - A 7. epizódban Óriási csata! Bújócskaverseny (대격돌! 숨바꼭질 레이스 Tegjoktol! Szumbakkokcsil reiszu (Daegyeokdol! Sumbakkokjil reiseu)) volt a neve, a 8. részben pedig Ébresztőórás bújócska (알람 달고 숨바꼭질 Allam talgo szumbakkokcsil (Allam dalgo sumbakkokjil)), mert a csengők helyett telefonos ébresztőóra volt, ezúttal a bujkáló csapatnál.[3]

### Állandó küldetések
A Versenyküldetések mellett játszott, gyakran visszatérő játékok.
- Fotózóna-játék (포토존 게임 Photodzson keim (Potojon geim)) [1., 2., 5., 7., 53., 94., 115., 154. epizódok]: az első epizódban Esküvői fotózóna (웨딩 포토존 Veding photodzson (Weding potojon)), az 5. epizódban pedig Vízi fotózóna (수중 포토존 Szudzsung photodzson (Sujung potojon)) volt a neve. A játék lényege, hogy egy kijelölt sávban kell megjelenniük a versenyzőknek akkor, amikor a fényképet készítik.[1][4]
- Teaidő (차 한잔의 여유 Csha handzsai joju (Cha hanjan-ui yeoyu)) [6-10. epizód]: a késp éjszakai forgatás során a szereplők ébren tartása végett játszott játék, melyben dobókockával döntik el, hogy ki mekkora adag kávét és cukrot kap a csészéjébe, amelyik csapat hamarabb megissza az így elkészített italt, az nyeri a játékot.[5]
  - Fordítsd fel az érmét (동전 뒤집기 Tondzson tüdzsipki (Dongjeon dwijibgi)) [9., 116. epizód]: a játék célja egy pénzérme megfordítása úgy, hogy az asztalt ütögetik mellette.
  - Rajzolj emlékezetből (기억력 그림 그리기 Kiojnjok kurim kurigi (Gioknyeok geurim geurigi)) [10. rész]: mindkét csapat egy-egy tagjának ki kell választania egy festményt, majd a többiek számára emlékezetből lerajzolni. A csapatnak meg kell találni a festményt.
  - Érmedobálósdi (동전 던지기) [10. rész]: mindkét csapat tagjainak érméket kell bedobni egy tál vízbe messziről.
- Találd meg a tolvajt (도둑잡기 Todokcsapki (Dodokjapgi)) [10-14. epizód]: a játékosok kártyákat kapnak, egyen a Tolvaj szó áll, a többin a Running Man. A játék célja elkerülni, hogy megkapják a Tolvaj kártyát. Minden játékos az előző játékos két kártyája közül választ egyet. ezt követően külön játékkal eldöntik, ki kap felmentést a játék alól, ez a személy kap egy Futó labdát, a kártyáját pedig egy általa választott játékos kapja meg. Két kör után a győztes átrendezheti a játékosok üléssorrendjét. A játék végén az a játékos, akinél a Tolvaj kártya marad veszít, a többiek egy-egy Futó labdát kapnak.[6]
  - Dobozos Jenga (소포상자 뽑기 Szophoszangdzsa ppopki (Soposangja ppopgi)) [11. rész]: a játékosok Jengát játszanak csomagoló dobozokkal.
  - Szólánc (끝말 잇기 Kkeunmal itki (Kkeunmal itgi)) [11., 13. epizód]: olyan szavakat kell a játékosoknak mondani, ami az előző szó utolsó szótagjával kezdődik.
  - Létratervezés (디자인 사다리 타기 Tidzsain szadari thagi (Dijain sadari tagi)) [12. rész]: a játékosoknak létrát kell tervezniük, majd kiválasztani, melyiket használnák. A nyerő létra jutalma egy Futó labda.
  - Gyorselme-verseny (눈치 게임 Nuncshi keim (Nunchi geim)) [12., 116. epizód]: szorozni kell számokat egymással, aki elrontja, kiesik.
  - Zéró játék' (제로 게임 Csero keim (Jero geim)) [13. epizód]: egy játékos 0-tól 7-ig választ egy számot, a többiek pedig vagy felemelik a mikrofonjukat, vagy nem. Ha a szám megegyezik a felemelt mikrofonok számával, a játékos nyer.
  - 3.6.9 Ppippo (Bbi-Bbo) (3.6.9 삐뽀 Ppippo (Bbi-Bbo)) [14. rész]: a játékosok számokat szoroznak, ha egy számban 3, 6 vagy 9 szerepel, a játékosnak azt kell mondania, „Ppippo (Bbi-Bbo)”.
  - Egyedül jöttem (혼자왔습니다 Hondzsa vasszumnida (Honja wasseumnida)) [14. rész]: egy játékos számokat mond, a guggoló többi játékos közül annyinak kell felállni és azt mondani „[ennyi]en jöttünk”, amennyi a szám volt, illetve az 1 esetében azt kell mondani egyvalakinek, „egyedül jöttem”. Aki elrontja, az kiesik.
- 1 vs. X Kihívás (대결 1:X tegjol 1:X (Daegyeol 1:X)) (az X az epizódban szereplő játékosok száma) [11., 12., 14-25., 28., 34. epizód]: a játékban egyvalakinek kell szembeszállnia a többiekkel. Vagy neki, vagy a többieknek kell küldetést teljesíteni, míg a másik fél üldözi.[7]
  - Gyorsítsd fel Dzsihjo (Ji-hyo) szívverését! (지효의 심장을 뛰게하라! Dzsihjoi simdzsangul ttügehara! (Jihyo-ui simjangeul ttwigehara!)) [15. epizód]: a játékosoknak 130 fölé kell emelnie Szong Dzsihjo (Song Jihyo) szívverését.[8]
  - Nyomozó! Találd meg a tettest! (명탐정! 범인을 찾아라 Mjongthamdzsong! Pjominul cshadzsara (Myeongtamjeong! Beomineul chajara)) [18. rész]: egy játékost a producerek kijelölnek „tettesnek”, akinek szabotálni kell a csapatát. Meg kell találni.[9]
  - Általános kvízverseny Hahával (하하와의 지식배틀 Hahavai csasikpethul (Hahawaui jasikbaeteul)) [19. rész]: Haha kilenc kérdést tesz fel, amire csak ő tudja a választ. Legalább ötöt helyesen kell megválaszolni.[10]
  - Vedd rá Dzseszok (Jae-suk)ot a hazugságra (재석이 거짓을 말하게 하라 Dzseszoki kodzsinmal malhage hara (Jae-seoki kojinmal malhage hara)) [20. epizód]: a többieknek el kell érniük, hogy a hazugságvizsgálóhoz kötött Ju Dzseszok (Yoo Jae-suk) háromszor hazudjon.[11]
  - Utánozd Sum Hjongne (Shim Hyung-rae)t! (심형래 따라잡기! Sim Hjongne ttaracsaki (Shim Hyeong-rae ttarajapki)) [23. rész]: a játékosoknak a lehető legjobban kell utánozniuk Sum Hjongne (Shim Hyung-rae) jellegzetes slapstick jeleneteit.[12]

### Egyéb küldetések
Ezek a küldetések jórészt az adott helyszínhez kapcsolódó, egyszer játszott játékok.
- Vállfaverseny (행거 레이스 Henggo reiszu (Haenggeo reiseu)) [1. epizód]: a csapatoknak vállfára akasztott zakókba kell bújni, melyek gurulós állványra vannak akasztva, így kell a fordulópontig elhajtani az állványt, és visszajönni a kiinduló pontra.[1]
- Száj-muk-ccsi-ppa (입술 묵찌빠 Ipszul muk-ccsi-ppa (Ibsul muk-jji-ppa)) [1. rész]: a játékosok párokban a kő-papír-olló koreai változatát játsszák, de az ajkaikkal kell mutatniuk a jeleket, és olyan baseball-sapkát kell viselniük, aminek ellenzői össze vannak ragasztva, ezzel igen közel kerül egymáshoz a játékosok arca.[1]
- Kakasviadal 50 ellen (닭싸움 Talksszaum (Dalkssaum) vs 50) [1. epizód]: a csapatoknak 50 néző ellen kell kiállniuk „kakasviadalban”,[1] azaz egy lábon ugrálva, a másik lábukat bokánál fogva maguk elé helyezve megpróbálni az ellenfelet a térdükkel kiütni.[* 2]
- Üvöltős gyors kvíz szurkolókkal megspékelve  (응원단 스피드 퀴즈 Ungvondan szuphidu küdzsu (Eungwondan seupideu kwijeu)) [2. epizód]: a csapatok tagjainak activity jellegű játékot kell játszani, amiben egyvalakinek el kell mutogatnia, kiabálva magyaráznia szavakat, fogalmakat, miközben egy sereg fociszurkoló igen hangosan zajong előttük. Az a csapat nyer, amelyik adott idő alatt több fogalmat talál el helyesen.[13]
- Összeadódó magasságú ugrás (높이 합산 다이빙 Nopi hapszan taibing (Nopi hapsan daibing)) [2-3. epizód]: a csapattagoknak az uszodában különböző magasságokról kell ugrani a medencébe, de a soron következő játékos nem ugorhat alacsonyabbról, mint az előző. A megugrott magasságok összeadódnak, az a csapat nyer, amelyiknek tagjai összességében magasabbról ugrottak.[13]
- SBS Telepátiás Közvetítőfülke (SBS 텔레파시 중계석 SBS thellephasi csunggjeszok (SBS tekkepasi junggyeseok)) [3. epizód]: sportközvetítők módjára leültetnek két játékost egymás mellé, kapnak egy fejhallgatót, amiben hangos zene szól, hogy ne hallják egymást. Az egyik játékos előtt a monitoron kérdések futnak, a másik előtt válaszok. A feladat hogy az egyik játékos által véletlenszerűen kiválasztott kérdésre a helyes választ adja a másik, csakhogy a hangos zene miatt nem hallják egymást, és nem is nézhetnek a másikra.[14]
- Büntetőrúgás másképpen (대롱대롱 승부차기 Terong terong szungbucshagi (Daerong daerong seungbuchagi)) [3. epizód]: a csapatok kiválasztanak egy-egy labdarúgókapust, akinek a kapu felső lécéről lógva kell kivédenie az ellenfél csapat rúgásait.[14]
- Emberi rakéta a vízen (수중 인간로켓 Szudzsung inganrokhet (Sujung inganroket)) [4. epizód]: kültéri medencében bizonyos magasságba állított lécen kell a csapatoknak egyvalakit „átlőniük” anélkül, hogy a lécet érintené a „rakéta”.[15]
- Emberi curling szemetessel (쓰레기통 인간 컬링 Sszuregithong ingan kholling (Sseuregitong ingan keolling)) [4-5., 109. epizód]: az egyes csapatok egy-egy tagját kukába ültetik, majd egy kör közepére lökik, és egymást is kiüthetik.[15]
- Szabadulj ki a zsúfolt buszból (만원버스를 탈출하라 Manvon poszurul thalcshonhara (Manwon beoseureul talchulhara)) [5. epizód]: a versengő két csapat egy-egy tagjának elsőként kell kiszabadulni egy zsúfolt buszból.[16]
- Találd meg a Running Man-polgárt (시민 런닝맨을 찾아라 Simin Ronningmenul cshadzsara (Simin Reonningmaeneul chajara )) [6. epizód]: a csapatoknak meg kell találni egy téren, a tömegben a rejtett Running Man feliratú pólót viselő polgárt, aki csak a megfelelő kérdésre fedi fel a kilétét.[17]
- Fémvödör-tornyos futóverseny (깡통타워 달리기 Kkangthong thavo talligi (Kkangtong tawo dalligi)) [6. epizód]: a versenyzők lábára fém vödröket erősítenek, ezeken futva kell akadályokon átküzdeni magukat, felvenni a földről egy tárgyat, majd megkerülve a fordulópontot elsőként visszaérni.[17]
- Egy szív–egy lélek tollaslabda (일심동체 배드민턴 Ilsimdongcshe beduminthon (Ilsimdongche baedeuminton)) [6. epizód]: a csapattagok kezét összekötik, minden összekötött kézpár kap egy tollasütőt, így kell a két csapatnak egymás ellen játszani.[17]
- Kvanghvamun (Gwanghwamun) Szerelmes Dal (광화문 연가 Kvanghvamun jonga (Gwanghwamun yeonga)) [7. epizód]: a két csapat egy-egy tagjának találni kell a téren a tömegben valakit, aki hajlandó felvenni velük egy, az ellenzőinél összeragasztott baseballsapkapárt, és 10 másodpercig szemezni.
- Csongno (Jongno)utcai hármas verseny (종로거리 3종 경기 Csongnogori 3csong kjonggi (Jongnogori 3jong gyeonggi)) [8. epizód]: a játékosoknak az ujjaik közé fektetett evőpálcikákat kell eltörni az asztalra, majd a térdükre csapva, illetve kötélhúzó versenyt kell játszani az arcukra csíptetett ruhacsipeszek segítségével.[5]
- Karaoke-duett a hullámvasúton (롤러코스터 듀엣 노래방 Rollokhoszutho djuet norebang (Rollokoseuteo dyuet noraebang)) [9., 111. epizód]: két-két csapattag párban felül a hullámvasútra és karaoke-mikrofonnal el kell énekelniük egy dalt.[18]
- Running Man Aukció (런닝맨 경매 Ronningmen kjongme (Reonningmaen gyeongmae)) [10., 166. epizód]: a 10. részben olyan dolgokra lehet licitálni, amelyek segíthetik a játékost a verseny során, a licitet büntetésben mérik (evőpálcikával csapnak a játékos homlokára).[19] A 166. részben a licit tétje bankbetétkönyv, a licitálás itt is büntetéssel történik (annyi pohár vizet öntenek a játékos arcába, amennyivel licitált).
- Egyél kóstolót és hízz 1 kg-ot! (시식, 1kg을 늘려라! Sisik, 1kgul nulljora (Sisik, 1kgeul neullyeora)) [16. epizód]: három csapatban kell ételt kóstolgatni és összesen 1 kg-ot hízni.[20]
- Adjátok elő a dalokat! (밴드 연주곡을 맞혀라! Bendu jondzsugogul macshjora (Baendeu yeonjugogeul machyeora)) [17. epizód]: három csapatra osztva imposztorok közül kell kiválasztani igazi zeneszakos hallgatókat, akik segítségével dalokat kell előadni, amit a csapat egy játékosának kell helyesen eltalálnia.[21]
- Szerelemhajó (사랑의 유람선 Szarangi juramszon (Sarangui yuramseon)) [18. epizód]: a csapatattagoknak párokat kell alkotniuk a Futó labdák megszerzéséhez.[22]
- Koreai ételverseny (런닝맨 한식 경연대회 Ronningmen hansik kjongjondehü (Reonningmaen hansik gyeongyeondaehwi)) [19. epizód]: három csapatban alapanyagokat kell kiválasztani és koreai ételeket főzni külföldi zsűri előtt.[23]
- Running Man Idióta Időjárás-jelentés (런닝맨 황당예보 Ronningmen hvangdangjebu (Reonningmaen hwangdangyebu)) [20. epizód]: a csapatoknak esőköpenyekért kell versenyezniük, majd idióta időjárás-jelentést kell bemagolniuk és helyesen előadniuk a kék háttér előtt.[24]
- Fuss Running Man! (달려라 런닝맨! Talljora Ronningmen (Tallyeora Reonningmaen)) [21. epizód]: három csapatnak különféle küldetéseket kell végrehajtaniuk és KTX vonatokkal eljutni a következő állomásra időben.[25]
- Karácsonyi ajándékok (크리스마스 선물 Khuriszumaszu szonmul (Keuriseumaseu seonmul)) [22. epizód]: három csapatnak meg kell találni a legnépszerűbb karácsonyi ajándékokat.[26]
- Liftes kvíz (리프트 퀴즈 Liphuthu küdzsu (Lipeuteu gwijeu)) [23. epizód]: a csapatok egy-egy tagja sífelvonóban ülve kifejezéseket magyaráz, a többieknek a domboldalon felfelé futva kell megérteni és helyesen eltalálni a választ.[27]

### Hamis küldetések
A hamis küldetéseket az 1 vs. X Kihívás alatt játszották az igazi küldetés elrejtésére.
- Pecsételj gyorsan (우편 도장 빨리찍기 Uphjong todzsang palliccsikki (Upyeon dojang ppallijjikki)) [11. epizód]: a játékosoknak gyorsan kell borítékokra pecsétet nyomni. Az igazi küldetés az volt, hogy össze kellett tintázni Garyt.[28]
- Design kvíz (디자인 퀴즈 한마당 Tidzsain küdzsu hanmadang (Dijain gwijeu hanmadang)) [12. epizód]: a játékosoknak kvízkérdéséket kell megválaszolni. A válaszokat már tudják, a valódi feladat az, hogy Szong Dzsunggi (Song Joong-ki)t kényszeríteni kell, hogy utolsó legyen.[7]
- Egydalos kihívás (도전 1곡 Todzson 1gok (Dojeon 1gok)) [14. epizód]: a játékosoknak el kell énekelniük együtt egy kiválasztott dalt helyesen. A valódi küldetés Kim Dzsongguk (Kim Jong-kuk) számára az volt, hogy kikényszerítse, hogy veszítsenek.
- Running Man gyors kvíz (런닝맨 스피드 퀴즈 Ronningmen szuphidu küdzsu (Reonningmaen seupideu gwijeu)) [16. epizód]: a játékosoknak 100 másodperc alatt 10 szót kell kitalálni. A játékosok Juri (Yuri) kivételével mind ismerik a válaszokat, és veszíteniük kell anélkül, hogy Juri (Yuri) rájönne a csalásra.[29]
- Helyesíró verseny (받아쓰기 시험 Padasszugi sihom (Badasseugi siheom)) [17. epizód]: a játékosoknak helyesen kell leírniuk a diktált szavakat. Mindenki azt hiszi, a feladat az, hogy Csong Jonghvának (Jung Yong-hwának) kell veszítenie. Az igazi küldetés azonban az, hogy Jonghvának (Yonghwának) rá kell vennie a többieket, segítsenek neki 3 szó leírásában.[30]
- Daléneklős váltóverseny (릴레이 노래부르기 Rillei norebulugi (Rillei noraebuleugi)) [18. epizód]: a játékosoknak bizonyos témakörből dalt kell énekelni. Az igazi küldetés az, hogy Szong Dzsihjónak (Song Ji-hyónak) úgy kell tennie, mintha vesztene.[9]
- Gyorsítsd fel Kim Dzsedong (Kim Je-dong) szívverését (김제동의 심박수를 높여라 Kim Dzsedongi simbakszurul nophjora (Kim Je-dongui simbaksureul nopyeora)) [Episode 21]: a játékosoknak 130 fölé kell emelnie Kim Dzsedong (Kim Je-dong) szívverését. Az igazi feladat, hogy kimondassák Kim Dzsedong (Kim Je-dong)gal azokat a szavakat, amelyeket a játék előtt kiosztottak nekik.[31]
- Kim Mindzsong (Kim Min-jong) halhatatlan filmjei (김민종의 불후의 명작 Kim Mindzsongi pulhui mjongdzsak (Kim Min-jongui bulhu-ui myeongjak)) [22. epizód]: a játékosoknak Kim Mindzsong (Kim Min-jong) filmjeiből kell jeleneteket előadni. Az igazi küldetés, hogy mindenkinek le kell cserélnie a piros Mikulásos pólóját zöldre.[32]

## Küldetések részeredményei

### 1 vs. X Kihívás
| Epizód # | Hamis küldetés                                                                  | Igazi küldetés                                                   | Az 1 | A többiek (X) | Győztes                       |
| -------- | ------------------------------------------------------------------------------- | ---------------------------------------------------------------- | --- | --- | ----------------------------- |
| 11       | Pecsételj gyorsan                                                               | Rászedni Garyt                                                   | Gary | Ju Dzseszok (Yoo Jae-suk), Haha, Csi Szokcsin (Ji Suk-jin), Kim Dzsongguk (Kim Jong-kook), I Gvangszu (Lee Kwang-soo), Szong Dzsihjo (Song Ji-hyo), Kim Dzsedong (Kim Je-dong), Csong Jonghva (Jung Yong-hwa)             | A többiek                     |
| 12       | Design kvíz                                                                     | Rászedni Szong Dzsunggi (Song Joong-ki)t                         | Szong Dzsunggi (Song Joong-ki) | Ju Dzseszok (Yoo Jae-suk), Gary, Haha, Csi Szokcsin (Ji Suk-jin), Kim Dzsongguk (Kim Jong-kook), I Gvangszu (Lee Kwang-soo), Szong Dzsihjo (Song Ji-hyo)                                                                  | A többiek                     |
| 14       | Egydalos kihívás                                                                | Kim Dzsongguk (Kim Jong-kook)! Verd át a többieket!              | Kim Dzsongguk (Kim Jong-kook) | Ju Dzseszok (Yoo Jae-suk), Gary, Haha, Csi Szokcsin (Ji Suk-jin), I Gvangszu (Lee Kwang-soo), Lizzy, Szong Dzsihjo (Song Ji-hyo), Szong Dzsunggi (Song Joong-ki)                                                          | Kim Dzsongguk (Kim Jong-kook) |
| 15       |                                                                                 | Gyorsítsd fel Ji-hyo szívverését!                                | Szong Dzsihjo (Song Ji-hyo) | Ju Dzseszok (Yoo Jae-suk), Gary, Haha, Csi Szokcsin (Ji Suk-jin), Kim Dzsongguk (Kim Jong-kook), I Gvangszu (Lee Kwang-soo), Szong Dzsunggi (Song Joong-ki), Kim Gvanggju (Kim Kwang-gyu), Tony                           | Szong Dzsihjo (Song Ji-hyo)   |
| 16       | Running Man gyors kvíz                                                          | Rászedni Juri (Yuri)t                                            | Juri (Yuri) | Ju Dzseszok (Yoo Jae-suk), Gary, Haha, Csi Szokcsin (Ji Suk-jin), Kim Dzsongguk (Kim Jong-kook), I Gvangszu (Lee Kwang-soo), Szong Dzsihjo (Song Ji-hyo), Szong Dzsunggi (Song Joong-ki)                                  | A többiek                     |
| 17       | Helyesíró verseny                                                               | Csong Jonghva (Jung Yong-hwa)! Verd át a többieket!              | Csong Jonghva (Jung Yong-hwa) | Ju Dzseszok (Yoo Jae-suk), Gary, Haha, Csi Szokcsin (Ji Suk-jin), Kim Dzsongguk (Kim Jong-kook), I Gvangszu (Lee Kwang-soo), Szong Dzsihjo (Song Ji-hyo), Szong Dzsunggi (Song Joong-ki), Ko Dzsuvon (Ko Joo-won)         | Csong Jonghva (Jung Yong-hwa) |
| 18       | Daléneklős váltóverseny                                                         | Nyomozó! Találd meg a bűnöst!                                    | Szong Dzsihjo (Song Ji-hyo) | Ju Dzseszok (Yoo Jae-suk), Gary, Haha, Csi Szokcsin (Ji Suk-jin), Kim Dzsongguk (Kim Jong-kook), I Gvangszu (Lee Kwang-soo), Lizzy, Szong Dzsunggi (Song Joong-ki)                                                        | Szong Dzsihjo (Song Ji-hyo)   |
| 19       |                                                                                 | Általános kvízverseny Hahával                                    | Haha | Ju Dzseszok (Yoo Jae-suk), Gary, Csi Szokcsin (Ji Suk-jin), Kim Dzsongguk (Kim Jong-kook), I Gvangszu (Lee Kwang-soo), Lizzy, Szong Dzsihjo (Song Ji-hyo), Szong Dzsunggi (Song Joong-ki), Nichkhun                       | Haha                          |
| 19       | 1 vs. 9 csengettyűs bújócska: Kim Dzsongguk (Kim Jong-kook) mindenki más ellen! | Kim Dzsongguk (Kim Jong-kook)                                    | Ju Dzseszok (Yoo Jae-suk), Gary, Haha, Csi Szokcsin (Ji Suk-jin), I Gvangszu (Lee Kwang-soo), Lizzy, Szong Dzsihjo (Song Ji-hyo), Szong Dzsunggi (Song Joong-ki), Nichkhun | Kim Dzsongguk (Kim Jong-kook) |                               |
| 20       | Vedd rá Dzseszokot (Jae-sukot) a hazugságra                                     | Ju Dzseszok (Yoo Jae-suk)                                        | Gary, Haha, Csi Szokcsin (Ji Suk-jin), Kim Dzsongguk (Kim Jong-kook), I Gvangszu (Lee Kwang-soo), Lizzy, Szong Dzsihjo (Song Ji-hyo), Kim Hicshol (Kim Hee-chul)           | Ju Dzseszok (Yoo Jae-suk) |                               |
| 21       | Gyorsítsd fel Kim Dzsedong (Kim Je-dong) szívverését                            | Rávenni Kim Dzsedong (Kim Je-dong)ot bizonyos szavak kimondására | Kim Dzsedong (Kim Je-dong) | Ju Dzseszok (Yoo Jae-suk), Gary, Haha, Csi Szokcsin (Ji Suk-jin), Kim Dzsongguk (Kim Jong-kook), I Gvangszu (Lee Kwang-soo), Lizzy, Szong Dzsihjo (Song Ji-hyo), Szong Dzsunggi (Song Joong-ki)                           | Kim Dzsedong (Kim Je-dong)    |
| 22       | Kim Mindzsong (Kim Min-jong) halhatatlan filmjei                                | Rászedni Kim Mindzsong (Kim Min-jong)ot                          | Kim Mindzsong (Kim Min-jong) | Ju Dzseszok (Yoo Jae-suk), Gary, Haha, Csi Szokcsin (Ji Suk-jin), Kim Dzsongguk (Kim Jong-kook), I Gvangszu (Lee Kwang-soo), Lizzy, Szong Dzsihjo (Song Ji-hyo), Szong Dzsunggi (Song Joong-ki), Cshö Sivon (Choi Si-won) | A többiek                     |
| 23       |                                                                                 | Utánozd Sum Hjongne (Shim Hyung-rae)t!                           | Sum Hjongne (Shim Hyung-rae) | Ju Dzseszok (Yoo Jae-suk), Gary, Haha, Csi Szokcsin (Ji Suk-jin), Kim Dzsongguk (Kim Jong-kook), I Gvangszu (Lee Kwang-soo), Lizzy, Szong Dzsihjo (Song Ji-hyo), Szong Dzsunggi (Song Joong-ki)                           | Sum Hjongne (Shim Hyung-rae)  |

### Versenyküldetések
A játék során kiejtett csapattagok neve áthúzásra került a táblázatban.
| Epizód # | Küldetés                                                                 | Küldetés csapat | Üldöző csapat | Győztes         |
| -------- | ------------------------------------------------------------------------ | --- | --- | --------------- |
| 7        | Megtalálni az 5 elrejtett Hecsi (Haechi)t (해치)                         | Szong Dzsihjo (Song Ji-hyo), Cso Gvon (Jo Kwon), Ju Dzseszok (Yoo Jae-suk), Csi Szokcsin (Ji Suk-jin), Csong Jonghva (Jung Yong-hwa)                                       | Kim Dzsongguk (Kim Jong-kook), Gary, Haha, Szong Dzsunggi (Song Joong-ki), Ham Undzsong (Ham Eun-jung)                                | Küldetés csapat |
| 8        | Elrejtőzni és egy órán át elkerülni, hogy elkapjanak                     | Szong Dzsihjo (Song Ji-hyo),Ju Dzseszok (Yoo Jae-suk), Csi Szokcsin (Ji Suk-jin), I Gvangszu (Lee Kwang-soo), I Dzsun (Lee Joon)                                           | Kim Dzsongguk (Kim Jong-kook), Gary, Haha, Pak Csonggju (Park Jun-gyu), Victoria                                                      | Küldetés csapat |
| 9        | Megtalálni három vidámparki belépőt                                      | Kim Dzsongguk (Kim Jong-kook), Gary, Haha, I Honggi (Lee Hong-ki), Sin Bongszon (Shin Bong-sun)                                                                            | Ju Dzseszok (Yoo Jae-suk), Csi Szokcsin (Ji Suk-jin), I Gvangszu (Lee Kwang-soo), Szong Dzsihjo (Song Ji-hyo), Kim Szuro (Kim Soo-ro) | Üldöző csapat   |
| 10       | Megtalálni három híres festményt                                         | Ju Dzseszok (Yoo Jae-suk), Csi Szokcsin (Ji Suk-jin), I Gvangszu (Lee Kwang-soo), Szong Dzsihjo (Song Ji-hyo), Csha Thehjon (Cha Tae-hyun)                                 | Kim Dzsongguk (Kim Jong-kook), Gary, Haha, Szong Dzsunggi (Song Joong-ki), Jun Szea (Yoon Se-ah)                                      | Üldöző csapat   |
| 11       | Megtalálni a jelszót a csomag megszerzéséhez                             | Csong Jonghva (Jung Yong-hwa), Ju Dzseszok (Yoo Jae-suk), Csi Szokcsin (Ji Suk-jin), I Gvangszu (Lee Kwang-soo), Szong Dzsihjo (Song Ji-hyo)                               | Kim Dzsongguk (Kim Jong-kook), Gary, Haha, Kim Dzsedong (Kim Je-dong)                                                                 | Küldetés csapat |
| 12       | Elvágni a bomba huzaljait a megfelelő sorrendben                         | Szong Dzsihjo (Song Ji-hyo), Ju Dzseszok (Yoo Jae-suk), Csi Szokcsin (Ji Suk-jin), I Gvangszu (Lee Kwang-soo), Szong Dzsunggi (Song Joong-ki)                              | Kim Dzsongguk (Kim Jong-kook), Gary, Haha                                                                                             | Üldöző csapat   |
| 13       | Megtalálni a négy Running Man videókazettát                              | Ju Dzseszok (Yoo Jae-suk), Csi Szokcsin (Ji Suk-jin), I Gvangszu (Lee Kwang-soo), Lizzy, Szong Dzsihjo (Song Ji-hyo)                                                       | Kim Dzsongguk (Kim Jong-kook), Gary, Haha, Csang Dongmin (Jang Dong-min)                                                              | Küldetés csapat |
| 14       | Köztéri telefonfülkék használata a kód megszerzéséhez                    | Kim Dzsongguk (Kim Jong-kook), Haha, I Gvangszu (Lee Kwang-soo), Lizzy, Szong Dzsunggi (Song Joong-ki)                                                                     | Ju Dzseszok (Yoo Jae-suk), Gary, Csi Szokcsin (Ji Suk-jin), Szong Dzsihjo (Song Ji-hyo)                                               | Üldöző csapat   |
| 15       | Megtalálni a négy fekete táskát                                          | Ju Dzseszok (Yoo Jae-suk), Csi Szokcsin (Ji Suk-jin), Szong Dzsihjo (Song Ji-hyo), Kim Gvanggju (Kim Kwang-gyu), Tony Ahn                                                  | Kim Dzsongguk (Kim Jong-kook), Gary, Haha, I Gvangszu (Lee Kwang-soo), Szong Dzsunggi (Song Joong-ki)                                 | Üldöző csapat   |
| 16       | ₩200 000 vont szerezni és beváltani Futó labdára'                        | Szong Dzsihjo (Song Ji-hyo), Ju Dzseszok (Yoo Jae-suk), Gary, Haha, Szong Dzsunggi (Song Joong-ki)                                                                         | Kim Dzsongguk (Kim Jong-kook), Csi Szokcsin (Ji Suk-jin), I Gvangszu (Lee Kwang-soo), Juri (Yuri)                                     | Küldetés csapat |
| 17       | Megtalálni a négy rejtett csengőt és megnyomni                           | Szong Dzsunggi (Song Joong-ki), Ju Dzseszok (Yoo Jae-suk), Csi Szokcsin (Ji Suk-jin), I Gvangszu (Lee Kwang-soo), Csong Jonghva (Jung Yong-hwa)                            | Kim Dzsongguk (Kim Jong-kook), Gary, Haha, Szong Dzsihjo (Song Ji-hyo), Ko Dzsuvon (Go Ju-won)                                        | Küldetés csapat |
| 18       | Megtalálni egy térkép hat darabját és eljutni az általa megjelölt helyre | Ju Dzseszok (Yoo Jae-suk), Csi Szokcsin (Ji Suk-jin), I Gvangszu (Lee Kwang-soo), Lizzy, Szong Dzsihjo (Song Ji-hyo), Szong Dzsunggi (Song Joong-ki)                       | Kim Dzsongguk (Kim Jong-kook), Gary, Haha                                                                                             | Üldöző csapat   |
| 19       | Megtalálni a hosszú élet titkát jelölő tíz hagyományos motívumot         | Ju Dzseszok (Yoo Jae-suk), Gary, Haha, Csi Szokcsin (Ji Suk-jin), I Gvangszu (Lee Kwang-soo), Lizzy, Szong Dzsihjo (Song Ji-hyo), Szong Dzsunggi (Song Joong-ki), Nichkhun | Kim Dzsongguk (Kim Jong-kook) | Üldöző csapat   |
| 20       | Megtalálni négy Running Man-esernyőt                                     | Ju Dzseszok (Yoo Jae-suk), Csi Szokcsin (Ji Suk-jin), I Gvangszu (Lee Kwang-soo), Szong Dzsihjo (Song Ji-hyo), Kim Hicshol (Kim Hee-chul)                                  | Kim Dzsongguk (Kim Jong-kook), Gary, Haha, Lizzy                                                                                      | Üldöző csapat   |
| 21       | Megtalálni öt vonatjegyet                                                | Ju Dzseszok (Yoo Jae-suk), Gary, Haha, Csi Szokcsin (Ji Suk-jin), I Gvangszu (Lee Kwang-soo), Lizzy, Szong Dzsunggi (Song Joong-ki), Kim Dzsedong (Kim Je-dong)            | Kim Dzsongguk (Kim Jong-kook), Szong Dzsihjo (Song Ji-hyo)                                                                            | Üldöző csapat   |
| 22       | Megtalálni a négy díszt és feldíszíteni a fát                            | Kim Dzsongguk (Kim Jong-kook), Csi Szokcsin (Ji Suk-jin), I Gvangszu (Lee Kwang-soo), Lizzy, Szong Dzsihjo (Song Ji-hyo), Szong Dzsunggi (Song Joong-ki)                   | Ju Dzseszok (Yoo Jae-suk), Gary, Haha, Cshö Sivon (Choi Si-won), Kim Mindzsong (Kim Min-jong)                                         | Üldöző csapat   |
| 23       | Megtalálni négy arany medált                                             | Ju Dzseszok (Yoo Jae-suk), Gary, Csi Szokcsin (Ji Suk-jin), Lizzy, Szong Dzsihjo (Song Ji-hyo), Szong Dzsunggi (Song Joong-ki), Sim Hjongne (Shim Hyung-rae)               | Kim Dzsongguk (Kim Jong-kook), Haha, I Gvangszu (Lee Kwang-soo)                                                                       | Üldöző csapat   |